# 산성 산화물
산성 산화물(酸性酸化物)은 물과 반응하여 산을 만들거나, 염기와 반응하여 염을 만드는 산화물을 말한다. 비금속, 또는 산화수가 큰 금속의 산화물이다.
산성 산화물의 예는 다음과 같다.
- 이산화 탄소: 물과 반응하여 탄산이 되거나, 염기와 반응하여 탄산염을 만든다.
- 이산화 황: 물과 반응하여 불안정한 아황산을 만들거나, 염기와 반응하여 아황산염을 만든다.
- 이산화 규소: 물과는 반응하지 않지만, 염기와 반응하여 규산염을 만든다.
- 삼산화 크로뮴: 물과 반응하여 크로뮴산과 다이크로뮴산을 만들고, 염기와 반응하여 크로뮴산염을 만든다.

## 같이 보기
- 산화물
- 염기성 산화물
- 양쪽성